# Bernhard Moritz
Bernhard Moritz (* 13. September 1859 in Guben; † 22. September 1939 in Berlin) war ein deutscher Orientalist.

## Leben
Bernhard Moritz studierte evangelische Theologie und Orientalistik an der Universität zu Berlin, wo er 1882 mit einer Arbeit über Gregorius Bar-Hebraeus zum Dr. phil. promoviert wurde. Für die Jahre 1883/1884 und 1884/1885 erhielt er das Reisestipendium des Deutschen Archäologischen Instituts, das ihm längere Aufenthalte in Syrien und Mesopotamien ermöglichte.
Nach seiner Rückkehr arbeitete Moritz als wissenschaftlicher Hilfsarbeiter an der ägyptischen Abteilung der Königlichen Museen zu Berlin und begleitete Robert Koldewey auf Grabungen in Mesopotamien (Surghul und al Hiba). 1887 erhielt Moritz eine Stelle am neu eingerichteten Seminar für Orientalische Sprachen. Hier wirkte er zehn Jahre lang als kommissarischer Sekretär, Bibliothekar und Lehrer des Arabischen.
Von 1896 bis 1911 leitete Moritz die Bibliothek des Khediven in Kairo. Von dort aus unternahm er häufig Forschungsreisen auf den Sinai und in den Hedschas (Arabien). 1911 kehrte er nach Berlin zurück, wo er zum Leiter der Bibliothek des Seminars für Orientalische Sprachen und zum Geheimrat ernannt wurde. Wenige Jahre später erhielt er den Professorentitel. 1924 trat er in den Ruhestand.
Als Orientalist beschäftigte sich Moritz mit Topographie sowie Schrift- und Sprachkunde des Orients, besonders Ägyptens, Arabiens und der Sinaihalbinsel, wobei er auch die aktuelle Lage beschrieb und einbezog. Von seinen Schriften, die er in deutscher, englischer und lateinischer Sprache verfasste, hatten besonders seine Monografien dauernden Erfolg. Sie gelten als Standardwerke ihres Faches.

## Schriften (Auswahl)

### Als Autor
Aufsätze
- Zur antiken Topographie der Palmyrene. In: Abhandlungen der Königlichen Akademie der Wissenschaften zu Berlin. Abhandlungen nicht zu Akademie gehöriger Gelehrter. Philosophisch-Historische Klasse. 1889, Abhandlung 1, getrennte Zählung, (Digitalisat).

Bücher
- Wie Ägypten englisch wurde (= Deutsche Orientbücherei. 10, ZDB-ID 513664-7). Kiepenheuer, Weimar 1915, doi:10.25673/100789.
- Bilder aus Palästina, Nord-Arabien und dem Sinai. 100 Bilder nach Photographien mit erläuterndem Text. Reimer, Berlin 1916.
- Der Sinaikult in heidnischer Zeit (= Abhandlungen der Gesellschaft der Wissenschaften zu Göttingen. Philologisch-Historische Klasse. Neue Folge, Band 16, Nummer 2, ISSN 0931-2013). Weidmann, Berlin 1917, (Unveränderter Nachdruck. Kraus, Nendeln 1970).
- Beiträge zur Geschichte des Sinaiklosters im Mittelalter nach arabischen Quellen. In: Abhandlungen der Preußischen Akademie der Wissenschaften. Philosophisch-Historische Klasse. Jahrgang 1918, Nummer 4, getrennte Zählung, (Digitalisat).
- Arabien. Studien zur physikalischen und historischen Geographie des Landes. Lafaire, Hannover 1923, (Unveränderter Nachdruck. Biblio-Verlag, Osnabrück 1972, ISBN 3-7648-0519-6).

### Als Herausgeber
- Sammlung arabischer Schriftstücke aus Zanzibar und Oman (= Lehrbücher des Seminars für orientalische Sprachen zu Berlin. Band 9, ZDB-ID 513535-7). Spemann, Berlin 1892, (Digitalisat).
- Arabic Palaeography. A Collection of Arabic Texts from the First Century of the Hidjra till the Year 1000 (= Publications of the Khedivial Library. Nummer 16, ZDB-ID 1222196-X). Khedivial Library, Kairo 1905, (Unveränderter Nachdruck. Biblio-Verlag, Osnabrück 1986, ISBN 3-7648-1480-2).